# Jaworzna
Jaworzna – wieś w Polsce położona w województwie małopolskim, w powiecie limanowskim, w gminie Laskowa.
Wieś duchowna, położona w malowniczym terenie gór Beskidu Wyspowego na północnej stronie odnóg Pasma Łososińskiego. Własność klasztoru klarysek w Starym Sączu, położona była w drugiej połowie XVI wieku w powiecie sądeckim województwa krakowskiego. W latach 1975–1998 miejscowość administracyjnie należała do województwa nowosądeckiego.

## Położenie
Miejscowość położona jest w Beskidzie Wyspowym, w dolinie Jaworzniańskiego Potoku, na północnych, opadających do rzeki Łososina zboczach Pasma Łososińskiego, ograniczona po bokach grzbietem Korabia i Cuprówki. Dolna część wsi rozłożona jest nad doliną Łososiny po orograficznie prawej stronie, zaś wysoko położone górskie osiedla podchodzą niemal pod szczyt Sałasza Małego. Położona jest na wysokości ok. 440–909 m n.p.m. Przez miejscowość, wzdłuż doliny Łososiny biegnie droga z Łososiny Dolnej do Młynnego. Odległość od Limanowej wynosi 11 km. Od drogi tej, przez most na rzece prowadzi lokalna droga do górnej części wsi.

## Części wsi

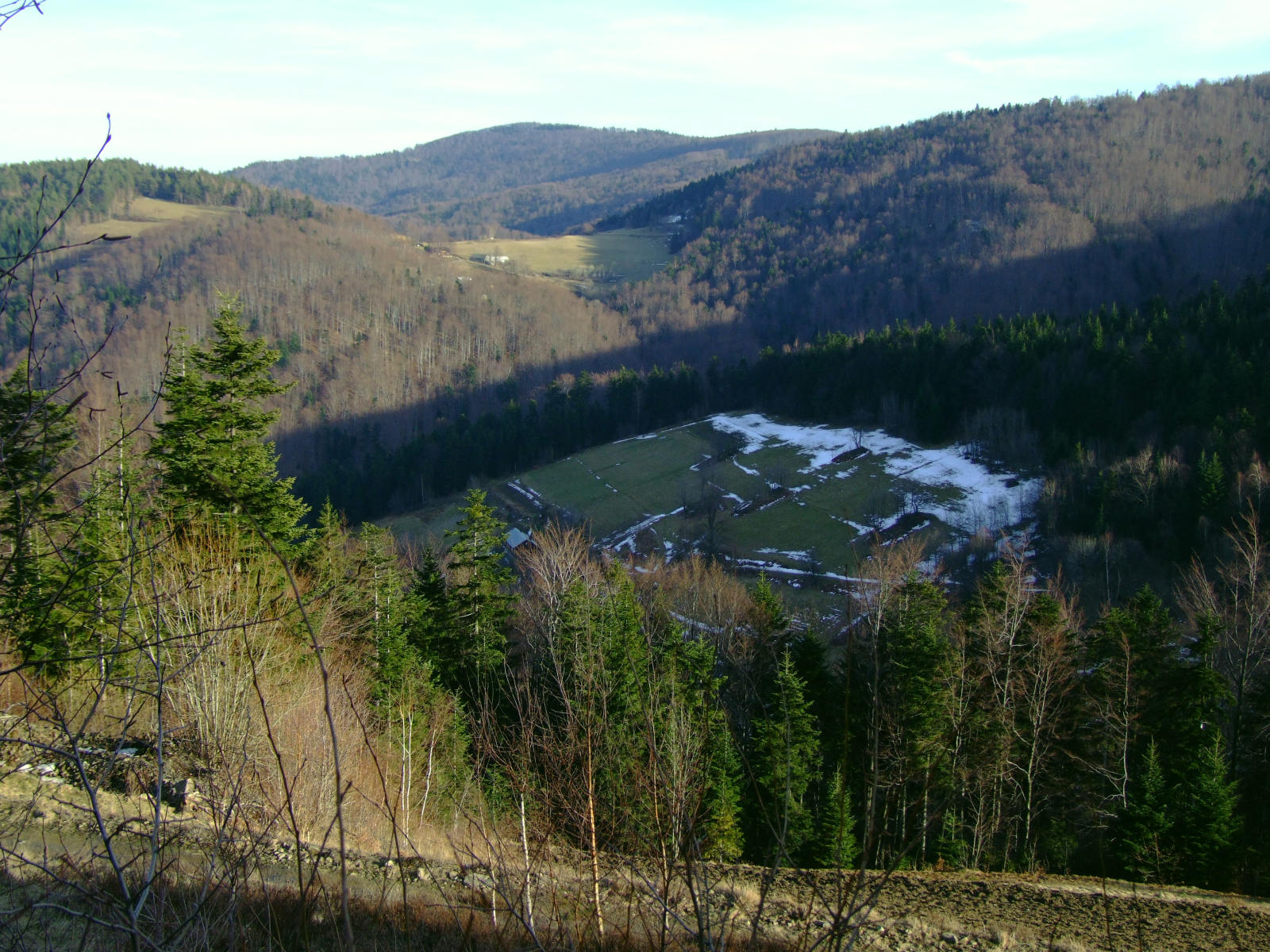
Jaworzna - widok na Górę Jaworz 921 m n.p.m.

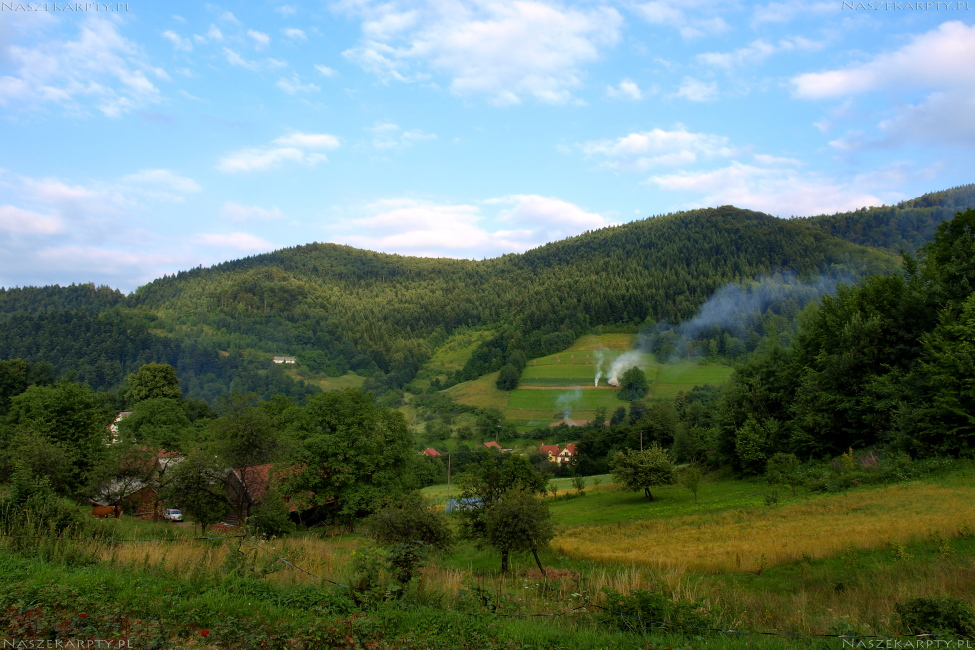
Jaworzna

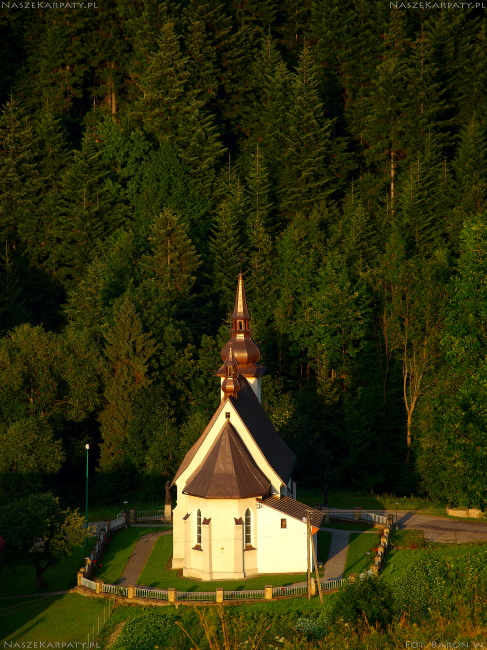
Kościół w Jaworznej

| SIMC    | Nazwa   | Rodzaj    |
| ------- | ------- | --------- |
| 0437323 | Jaworze | część wsi |
| 0437330 | Łęg     | część wsi |
| 0437352 | Podołki | część wsi |
| 0437375 | Stoły   | część wsi |

## Turystyka
Jaworzna dysponuje całorocznym schroniskiem młodzieżowym mieszczącym się przy szkole podstawowej. Schronisko stanowi bazę wypadową w Pasmo Łososińskie.

## Historia
Niewykluczone, że nazwa tej miejscowości pochodzi od licznie występujących drzew klonów jaworów. Jaworzna jest jedną z ostatnich miejscowości w gminie osadzonych przez zakon klarysek ze Starego Sącza. Niegdyś były to dwie wioski – część górna wsi Jaworzna i dolna Wola Szymańcowa (nazwa prawdopodobnie od sołtysa Szymona) później połączone.
W 1932 roku Jaworzna została wydzielona z macierzystej parafii w Ujanowicach. Erygowano tu parafię pod wezwaniem Przemienienia Pańskiego. Już 6 sierpnia 1932 roku poświęcony został kościół parafialny.
Podczas I wojny światowej przebiegał tędy boczny front bitwy limanowskiej. Na wzniesieniu Korab znajduje się Cmentarz wojenny nr 359 – Jaworzna, na którym pochowani są walczący.

## Zabytki
Obiekt wpisany do rejestru zabytków nieruchomych województwa małopolskiego.
- Cmentarz wojenny z I wojny światowej nr 359.

## Wieś obecnie
Obecnie w wiosce działa Parafialna Orkiestra Dęta. Dyrygentem i kapelmistrzem jest Józef Bukowiec. Działa w niej ok. 40 członków, z których większość to młodzież szkolna. Orkiestra swoimi występami uświetnia imprezy regionalne i uroczystości kościelne.